# پرواز شماره ۵۹۲ کی‌ال‌ام
پرواز شماره ۵۹۲ کی‌ال‌ام (به انگلیسی: KLM Flight 592) یک پرواز شرکت کی‌ال‌ام از رم به مقصد فرانکفورت بود که در آن ۳۷ مسافر و ۱۰ خدمه حضور داشتند، در تاریخ ۲۲ مارس ۱۹۵۲ در نزدیکی فرانکفورت دچار سانحه شد و ۴۵ نفر جان باختند.